# فسفومانوموتاز
فسفومانوموتاز (انگلیسی: Phosphomannomutase) آنزیمی است که واکنش شیمیایی زیر را کاتالیز می‌کند:
alpha-D-mannose 1-phosphate {\displaystyle \rightleftharpoons } D-mannose 6-phosphate
در نتیجه این آنزیم، تنها یک سوبسترا (مانوز ۱-فسفات) و یک محصول نهایی (مانوز ۶-فسفات) دارد.
فسفومانوموتاز متعلق به خانوادهٔ ایزومرازها به ویژه «فسفوترانسفرازها» (فسفوموتازها) است.